# Santa Maria Capua Vetere
 Santa Maria Capua Vetere  község (comune) Olaszország Campania régiójában, Caserta megyében.

## Fekvése
A megye déli részén fekszik. Határai: Capua, Carinaro, Casaluce, Curti, Macerata Campania, Marcianise, San Prisco, San Tammaro és Teverola.

## Története
Az antik Capuae város helyén épült fel, amelyet 841-ben a szaracénok elpusztítottak. Az elpusztított város lakosai néhány kilométerrel távolabb telepedtek le, megalapítva a napjaink Capua városát. Az egykori római település keresztény bazilikái (Santa Maria Maggiore, San Pietro in Corpo és Sant’Erasmo in Capitolio) körül kis falu alakult ki Santa Maria Maggiore néven, amelyen többek közt Anjou Róbert király kedvelt nyári rezidenciája volt. A települést 1861-ig ezen név alatt ismerték, mikor megváltoztatták tükrözve a történelmi hagyományait: a Capua Vetere jelentése régi Capua.

### Capuae
A város neve az etruszk Capue elnevezésből származik, amelynek jelentése ismeretlen. Alapítását idősebb Cato az etruszkoknak tulajdonítja, mintegy 260 évvel a rómaiak érkezése előtt. Amennyiben Cato forrásai megbízhatóak a várost i. e. 7 században alapították, amikor az etruszk civilizáció a virágkorát élte.
Az etruszkokat i. e. 5 században a szamniszok űzték el a vidékről. A város i. e. 424-ben került uralmuk alá. I. e. 343-ban Capuae, Casilinum, Calatia és Atella lakosai Rómához fordultak segítségért, hogy elűzzék a szamniszokat, s ennek következményeként Campania nagy része rövid időn belül a rómaiak fennhatósága alá került. Capuae lakosai megkapták a civitas sine suffragio, azaz szavazati jog nélküli polgárok titulust.
A második szamniszi háborúban a város Róma megbízhatatlan szövetségesének bizonyult. A szamniszok feletti győzelem után a Volturno folyó jobb partján levő területet (Ager Falerus) a rómaiak elcsatolták a várostól. I. e. 318-ban a helyi tisztviselők jogkörét jelentősen csökkentették. A város első tisztviselői a praefecti capuam cumas címet viselték (Campania akkori két legjelentősebb városának neve után: Capuae és Cumae). Az első római magistereket i. e. 123-ban választották akik a tartományt is irányították, mivel Capua volt Campania legjelentősebb városa. A magisterek intézményét később Augustus császár szüntette meg i. e. 1 század végén.
I. e. 312-ben elkészült a Via Appia, a Római Birodalom egyik legjelentősebb útja, amely Rómát kötötte össze Capuával. Capua jelentősége folyamatosan nőtt i. e. 3 század során és a második pun háború idején a mediterrán vidék harmadik legfontosabb városa volt Róma és Karthágó mögött. A háborúhoz való hozzájárulása 30 000 gyalogos és 4000 lovas volt.
A cannaei vereségig Róma szövetségese maradt, viszont egy hiábavaló próbálkozás után, mikor egy saját választott consult szeretett volna a városvezetésbe delegálni, átállt a karthágóiak oldalára és megengedte, hogy itt rendezzék be téli szálláshelyüket. Egy hosszas ostrom után a rómaiak i. e. 211-ben visszafoglalták és kemény büntetőintézkedéseket vezettek be: a városvezetést felszámolták, a lakosok elvesztették polgári kiváltságaikat és a területet ager publicusnak (római állami birtok) nyilvánítottak. A városhoz tartozó területek egy részét i. e. 205-ben és i. e. 199-ben eladták Volturnum és Liternum újonnan alapított római kolóniáknak.
A városhoz tartozó területek törvénytelen elfoglalása miatt a római állam rengeteg pénzt költött ezek visszavásárlására. Ebben az időszakban kezdték a területeket bérbeadni elsősorban kis tulajdonosoknak. A későbbiekben többször is próbálkoztak a városhoz tartozó megmaradt területek felosztásával új telepesek között, viszont ezen próbálkozások mindannyiszor kudarcba fulladtak. A városlakókat a jobb ellátás érdekében pagusokba szervezték (templomok, szentélyek körüli negyedek). Ezek közül a legismertebbek Diana és Héraklész pagusa. Az elkövetkező évszázadban a város gazdasága fellendült, elsősorban a búzatermesztésnek, bortermelésnek, valamint a bronzmegmunkálásnak köszönhetően.
Capuae gladiátor iskolájából indultak el Spartacus is követői, az i. e. 73-as nagy rabszolgafelkelés során. I. e. 59-ben Iulius Caesar 20 000 római lakost telepített a város vidékére. A telepesek számát növelte Augustus császár is, akinek idejében megépült a város vízvezetéke is. Ugyancsak ebben az időben Capuae jelentős birtokokat szerzett Kréta szigetén.
Konstantin uralkodása idején épült fel az első keresztény bazilika a városban, amelyet ugyan 456-ban a vandálok egyik fosztogató hadjáratuk során leromboltak, de hamarosan helyreállítottak. A gót háborúk során Capuaét többször is kifosztották. A 6. század első felében a longobárdok érkezésével a várost a Beneventói Hercegséghez csatolták. 839-ben I. Radelchis meggyilkolta Sicardus beneventói herceget és elfoglalta a trónt. Sicardus testvérét Salerno hercegének nevezték ki, Capuae pedig önálló hercegség lett.
841-ben I. Radelchis által felbérelt szaracén portyázók felégették a várost, csak a Santa Maria Maggiore-templom maradt épségben. A várost 856-ban építették újra, néhány kilométerrel távolabb az egykori településtől, amely helyén a későbbiekben egy másik település, Santa Maria Capua Vetere jött létre.

#### Az ókori város emlékei
A legkorábbi régészeti leletek i.e 7-6 századból származó temetők. A különböző méretű, díszítésű síremlékek nagy része az egykori városfalakon kívül található, a legfontosabb útvonalak mentén. A síremlékekben agyag- és bronzedényeket is találtak.
A város keleti részében egy előzőleg oszk eredetűnek tartott templomot találtak, amelyről azonban bebizonyosodott, hogy az etruszkok építették. Itt találták meg a Tabula Capuana elnevezésű terrakotta táblát, mely az eddig talált második leghosszabb etruszk szöveget tartalmazza.
Mivel a város síkságon helyezkedett el, mindennemű természetes védvonal nélkül, a város szerkezetét is ennek megfelelően rácsosan alakították ki. A város főútja a Via Appia volt, amely északnyugat-délkelet irányban haladt.
- A város nyugati kapuja – Porta Romana – teljes épségben, míg a keleti kapunak csak romjai maradtak fent. A Via Appiától északra megtalálták az egykori thermák romjait, míg a város déli részén egy színház romjait. A megtalált írásos leletek alapján tudni lehet, hogy a városnak egy másik színháza is létezett, amelynek romjait még nem sikerült feltárni.
- Az Augustus császár uralkodása idején épített amfiteátrum homlokzatát négy emeleten 80 hatalmas dór boltív díszítette. Ma ezek közül csak kettő látható. Az amfiteátrum alapterülete 170x140 m-es ellipszis.
- Az amfiteátrum közelében hatalmas nyolcszög alaprajzú thermákat tártak fel, melynek apszisához a Santa Maria delle Grazie-templom támaszkodik.
- A város keleti kapuja közelében két római kori síremlék, amelyeket Carceri vecchie és La Conocchia néven ismernek.
- Az amfiteátrumtól keletre indul a Via Dianae, amely észak felé, a Pagus Dianae városnegyed felé vezet, amely Diana temploma körül alakult ki A pagus, amelynek romjai ma is láthatók (thermák, diadalív, középületek, magánházak stb.), önálló városvezetéssel rendelkezett, miután i. e. 211-ben Capuae közigazgatását megszüntették. A pagus területét ma a San Michele Arcangelo bencés kolostor foglalja el, amely 944-ben épült.

## Népessége
A népesség számának alakulása:

## Főbb látnivalói
- az ókori Capuae romjai
- Santa Maria Maggiore-templom
- San Pietro in Corpo-templom
- San Paolino-templom
- San Gennaro-templom
- Madonna delle Grazie-templom
- Sant’Erasmo-templom
- Sant’Agostino-templom
- Sant’Andrea-templom